# Jakob Widemann
Jakob Widemann († 1536 in Wien) war eine führende Persönlichkeit der mährischen Täuferbewegung. Es findet sich auch die Namensform Jakob Wiedemann. Zum Teil wurde er auch als einäugiger Jakob bezeichnet. 

## Leben
Widemann stammte aus Memmingen in Schwaben und schloss sich wahrscheinlich im Jahr 1527 in Augsburg der reformatorischen Täuferbewegung an. Im gleichen Jahr übersiedelte er ins mährische Nikolsburg, wo unter dem Einfluss Balthasar Hubmaiers bereits ein Jahr zuvor eine lokale täuferische Reformation stattgefunden hatte. Im inner-täuferischen Konflikt über die Legitimität staatlicher Gewalt unterstützte Widemann die Partei der pazifistischen Stäbler und wurde einer ihrer Führer. Nachdem Widemann zusammen mit einer Gruppe von etwa 200 Stäblern Nikolsburg im Frühjahr 1528 verlassen hatte, etablierte sich innerhalb der Gruppe das Prinzip der Gütergemeinschaft, indem die Männer der Gruppe auf offener Heide einen Mantel auszubreiten, auf den jeder warf, was er an Besitz noch bei sich führte. Kurze Zeit später konnte sich die Gruppe bei Austerlitz ansiedeln, wo so die erste Täufergemeinde auf kommunitärer Basis begründet wurde. Die Gemeinde wurde bald unter dem Namen Austerlitzer Brüder bekannt und begann nach Beitritten von süddeutschen und Tiroler Täufern zu expandieren. Im Jahr 1530 konnte bereits eine Tochtergemeinde im nahen Butschowitz aufgebaut werden. Im Winter 1530/31 soll die Gemeinschaft etwa 600 erwachsene Mitglieder umfasst haben.
Widemann selbst war Vorsteher der Austerlitzer Brüder. Nach internen Konflikten trennte sich im Januar 1531 eine etwa 150 Personen große Gruppe Tiroler Täufer von den Austerlitzern und übersiedelte unter Führung von unter anderem Wilhelm Reublin nach Auspitz, wo ein weiterer Bruderhof etabliert werden konnte. Aus der Ansiedlung in Auspitz gingen schließlich die nach Jakob Hutter benannten Hutterer hervor. Nachdem es 1535/36 auch in Mähren eine kürzere Verfolgungswelle und entsprechende Ausweisungsmandate gegeben hatte, übersiedelte Widemann 1535 mit einigen Brüdern nach Wien, wo die Gruppe festgenommen genommen und gefoltert wurde. Widemann wurde hier wahrscheinlich 1536 umgebracht. Von ihm sind weder Schriften noch Lieder überliefert worden.